# Schabbat ha-Gadol
Schabbat ha-Gadol (hebr. שַׁבַּת הַגָּדוֹל ‚der Große Schabbat‘) bezeichnet den Schabbat vor Pessach. Er steht schon ganz im Zeichen des herannahenden jüdischen Festes.

## Entstehung
Die Bezeichnung „Großer Schabbat“ geht auf Raschi im 11. Jahrhundert zurück. Zur Entstehung des Ausdrucks gibt es verschiedene Ansichten: Einerseits gibt es einen Bezug auf die Wunder im Zusammenhang mit dem Auszug aus Ägypten. Hierzu vermerkt das 1927 erschienene Jüdische Lexikon, dass der Schabbat unmittelbar vor Pessach Schabbat hagadol genannt werde, weil „der 10. Nissan, an dem einst vor der Befreiungsnacht in Ägypten das Pessachopfer bereitgestellt wurde (Ex 12,3 ), auf den S. gefallen sein soll (s. b. Sabb. 87b)“. Zudem wird in der Haftara, die an diesem Tag vorgelesen wird, nämlich Maleachi 3,4–24 , die messianische Erlösung erwähnt. Die Wahl dieser spezifischen Haftara als zusätzlicher gottesdienstlichen Vorlesung neben dem wöchentlichen Toraabschnitt drückt den Volksglauben aus, dass die messianische Erlösung Israels im selben Monat wie der Auszug aus Ägypten erfolgen werde. Andererseits wird insbesondere von Leopold Zunz die Theorie vertreten, die Bezeichnung „großer Sabbat“ sei von den Kirchenvätern übernommen worden und hänge mit dem Samstag vor dem christlichen Osterfest zusammen. In einigen alten rabbinischen Quellen werden zudem auch die Schabbatot vor Schawuot und Sukkot Schabbat ha-gadol genannt.

## Inhaltliche Besonderheiten
Am Schabbat ha-Gadol thematisiert die Predigt bereits das bevorstehende Pessachfest. Sie behandelt den Kampf zwischen Moses und dem Pharao um die Freilassung des Volkes, die Speisevorschriften oder den Bund Gottes mit Israel.
In manchen jüdischen Gemeinden ist es üblich, am Schabbat vor Pessach während des Minchagottesdienstes Ausschnitte aus der Haggada zu lesen. In traditionellen Synagogen behandelt der Rabbiner an diesem Tag in seiner Drascha ausschließlich die Kaschrutvorschriften, die speziell für die Pessachwoche gelten.